# Sadovi (Nezamaievski)
Sadovi - Садовый (rus) és un possiólok del krai de Krasnodar, a Rússia. És a la vora dreta del riu Ieia, a 33 km al nord-oest de Novopokróvskaia i a 160 km al nord-est de Krasnodar. Pertany al possiólok de Nezamaievski.